# Мария Нассауская (1642—1688)
Мария Нассауская (5 сентября 1642, Гаага — 20 марта 1688, Бад-Кройцнах) — голландская принцесса из Оранского дома, в браке пфальцграфиня Зиммернская.

## Жизнь
Мария была младшей дочерью Фредерика Генриха Оранского и Амалии Сольмс-Браунфельсской. Всего у её родителей было девять детей, но совершеннолетия достигли лишь пятеро: Мария, её старший брат Вильгельм и три старших сестры: Луиза Генриетта, Альбертина Агнесса и Генриетта Катарина.
Её отцу было уже за пятьдесят, когда она родилась; он умер, когда ей было всего четыре года. Она была тётей будущего короля Англии Вильгельма III, который был сыном её брата Вильгельма II. В 1660 году её семья начала переговоры о её браке с королём Англии Карлом II. Однако, в конце концов, он решил жениться на Екатерине Брагансской, чтобы создать союз с Португалией против Испании. Год спустя начались переговоры о её браке с принцем Иоганном Морицем Нассау-Зигенским, но они также оказались неудачными.
23 сентября 1666 года в Клеве Мария вышла замуж за Людвига Генриха Пфальц-Зиммернского, сына Людвига Филиппа и внука тёти Марии, графини Луизы Юлианы Оранской-Нассау. Как и браки её сестёр, брак Марии был призван сблизить кальвинистских правителей. Мария и Людвиг Генрих были женаты восемь лет, но брак оказался бездетным, и после смерти её мужа род Зиммер-Кайзерслаутернов пресёкся.
После свадьбы Мария поддерживала переписку со своими двумя оставшимися в живых сёстрами. Как и её сестры, Луиза Генриетта с Ораниенбургом, Альбертина Агнесса с Ораниенштайном и Генриетта Катрина с Ораниенбаумом, Мария после свадьбы заказала себе новый дворец; строительство в Бад-Кройцнахе завершилось в 1669 году и назвала его Ораниенхоф. Мария умерла в 1688 году от пневмонии, проболев шесть дней. Год спустя, во время Девятилетней войны, французские войска разрушили Ораниенхоф.